# كريستيان كابيلين
كريستيان كابيلين (بالنرويجية البوكمول: Christian Cappelen)‏ هو ملحن نرويجي، ولد في 26 يناير 1845 في درامن في النرويج، وتوفي في 11 مايو 1916 في كريستيانية في النرويج.

## وصلات خارجية
- كريستيان كابيلين على موقع ميوزك برينز (الإنجليزية)